# Prix d'art Robert Schuman
De Prix d'art Robert Schuman of Robert Schuman Kunstpreis is een Europese kunstprijs, die sinds 1991 wordt toegekend in de Euregio SaarLorLux. In de periode 1988 tot 2006 gebeurde dat binnen deze Euregio naast de Prix Limes.

## Geschiedenis
De prijs wordt uitgereikt sinds 1991 en is vernoemd naar de Franse politicus Robert Schuman (1886-1963). Hij wordt beschouwd als een van de stichters van de Europese Unie, en wordt wel de "vader van Europa" wordt genoemd. Elke twee jaar vindt in de vier steden van de QuattroPole, Luxemburg-Stad, Metz, Saarbrücken en Trier, een tentoonstelling plaats waaraan zestien vooraf geselecteerde kunstenaars deelnemen. Zij hebben allemaal een band met de QuattroPole en tonen maximaal vijf werken. Een wisselende jury kiest de winnaar. Doel van de prijs is om 'om artistieke creatie in Europa te documenteren en aan te moedigen en zo bij te dragen aan de Europese integratie'.

## Laureaten
- 1991 - Marie-Paule Schroeder, Luxemburg
- 1993 - niet toegekend
- 1995 - Wolfgang Nestler, Saarbrücken
- 1997 - Andrea van der Straeten, Trier
- 1999 - Dominique Petitgand, Parijs
- 2001 - Su-Mei Tse, Luxemburg
- 2003 - Philippe Jacq, Metz
- 2005 - Margit Schäfer, Saarbrücken
- 2007 - Pia Müller, Tréier
- 2009 - julien Grossmann, Metz
- 2011 - Mathis Collins, Metz ex aequo met Simon Rummel, Trier
- 2013 - Elodie Lanotte, Metz
- 2015 - Gaby Peters, Trier
- 2017 - Thilo Seidel, Saarbrücken
- 2019 - Thibaud Schneider, Metz
- 2021 - Akosua Viktoria Adu-Sanyah, Saarbrücken
- 2023 - Lisa Kohl, Luxemburg